# Combretum platypetalum
Combretum platypetalum är en tvåhjärtbladig växtart. Combretum platypetalum ingår i släktet Combretum och familjen Combretaceae.

## Underarter
Arten delas in i följande underarter:
- C. p. baumii
- C. p. oatesii
- C. p. platypetalum